# Esbønderup
Esbønderup est une ville de la commune de Gribskov au Danemark. En 2021, elle comptait 1119 habitants pour une taille de 1,1 km2.

## Étymologie
La ville est citée pour la première fois sous le nom d'Esbiornsthorp en 1178. Ce nom provient du prénom scandinave Esbiorn (Esbjörn), signifiant « ours des dieux », dérivant en danois par Esben.